# Heineken
Heineken N.V. – holenderskie przedsiębiorstwo piwowarskie, założone w 1864 przez Gerarda Adriaana Heinekena w Amsterdamie. 
Holenderskie browary Heinekena znajdują się w Zoeterwoude i ’s-Hertogenbosch.
Trzy litery e znajdujące się w logo piwa zostały lekko skrzywione do tyłu, aby wyglądały, jakby się śmiały. Pomysł trzech e został wprowadzony, gdyż uważano oryginalne logo za zbyt poważne dla piwa. Czerwona gwiazda jest oryginalnym logo marki, używanym od samego początku. Jego dokładne pochodzenie nie jest znane, choć istnieje kilka prawdopodobnych wyjaśnień:
- że był to symbol średniowiecznych browarów europejskich przekonanych, że dysponuje on tajemną mocą, strzegącą procesu warzenia piwa,
- że cztery punkty gwiazdy symbolizują cztery żywioły: ziemię, ogień, wodę i wiatr, natomiast piąty punkt jest nieznany. Reprezentuje on żywioł, nad którym browarnicy średniowieczni nie mieli kontroli,
- gwiazda była na drzwiach wejściowych browaru, co oznaczało etap procesu warzenia. W okresie zimnej wojny pierwotny wzór zmieniono, aby uniknąć skojarzeń z komunizmem (na etykiecie pojawiła się biała gwiazda z czerwonym konturem). Po zakończeniu zimnej wojny na etykiety powróciła oryginalna czerwona gwiazda.

## Historia

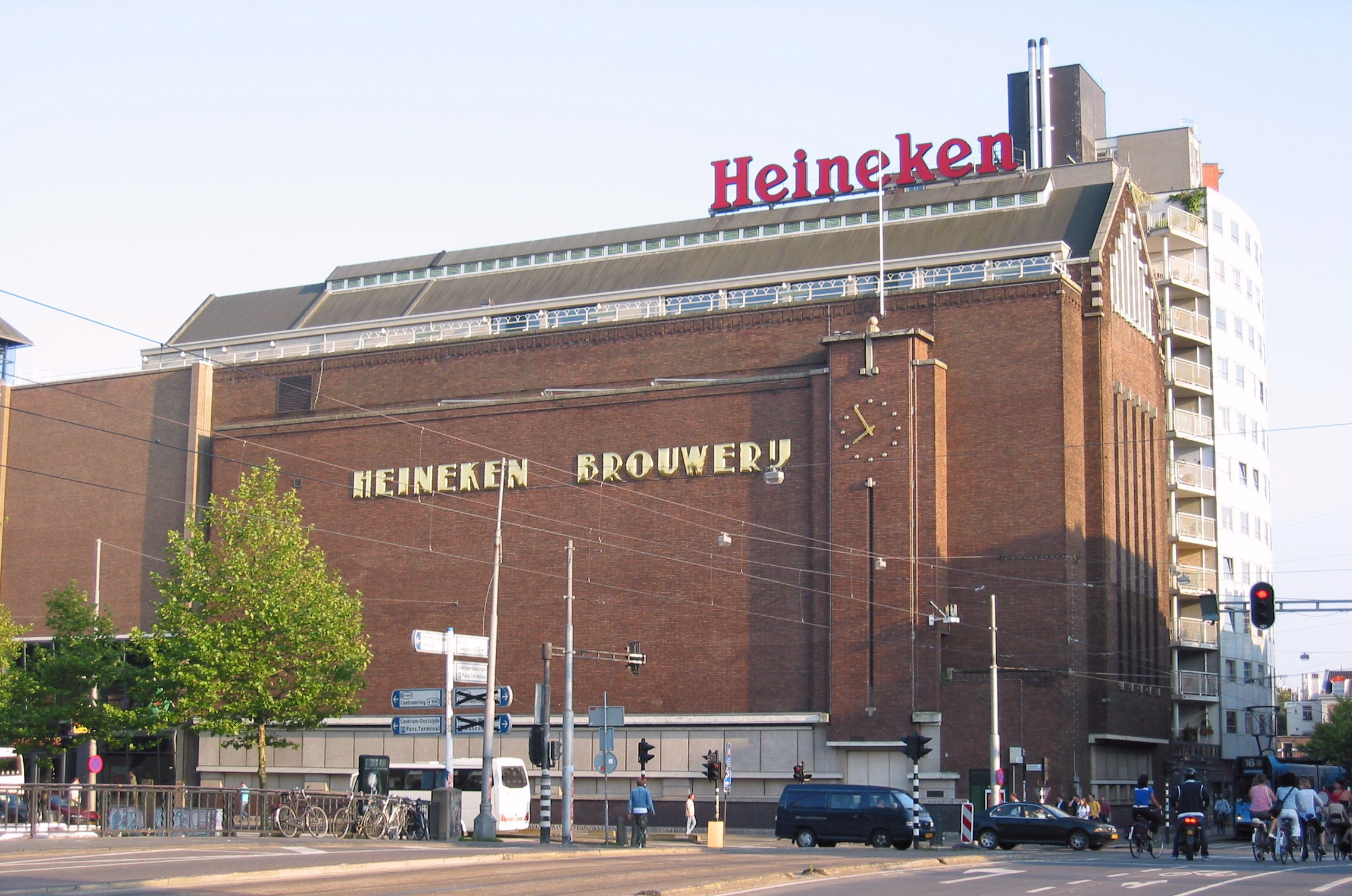
Browar Heinekena w Amsterdamie – dzisiaj muzeum Heineken Experience

### Powstanie
Przedsiębiorstwo Heineken powstało w 1864 roku, kiedy to 22-letni wówczas Gerard Adriaan Heineken kupił browar De Hooiberg w Amsterdamie. W 1873 nazwę browaru zmieniono na Heineken’s Bierbrouwerij Maatschappij, a w 1874 otwarto drugi browar w Rotterdamie. W 1884 nazwę Heineken zarejestrowano jako znak towarowy.
W 1886 dr H. Elion, uczeń francuskiego chemika Ludwika Pasteura wynalazł „drożdże Heinekena” w laboratorium Heinekena. Drożdże te do dziś są kluczowym składnikiem piwa Heineken.

### Kolejne pokolenia
Syn założyciela, Henry Pierre Heineken, zajmował się przedsiębiorstwem od 1917 do 1940 roku i utrzymywał wpływ na przedsiębiorstwo do roku 1951. Podczas jego zarządzania, Heineken opracował techniki, które przydały się podczas produkcji piwa na masową skalę.
Syn Henry’ego Pierre’a, Alfred Henry „Freddy” Heineken, zaczął pracę w przedsiębiorstwie w 1940 i w 1971 został wybrany na szefa zarządu spółki. Był głównym motorem napędowym w globalnej ekspansji przedsiębiorstwa i po swoim odejściu w 1989 roku utrzymywał wpływ na przedsiębiorstwo aż do swojej śmierci w 2002.

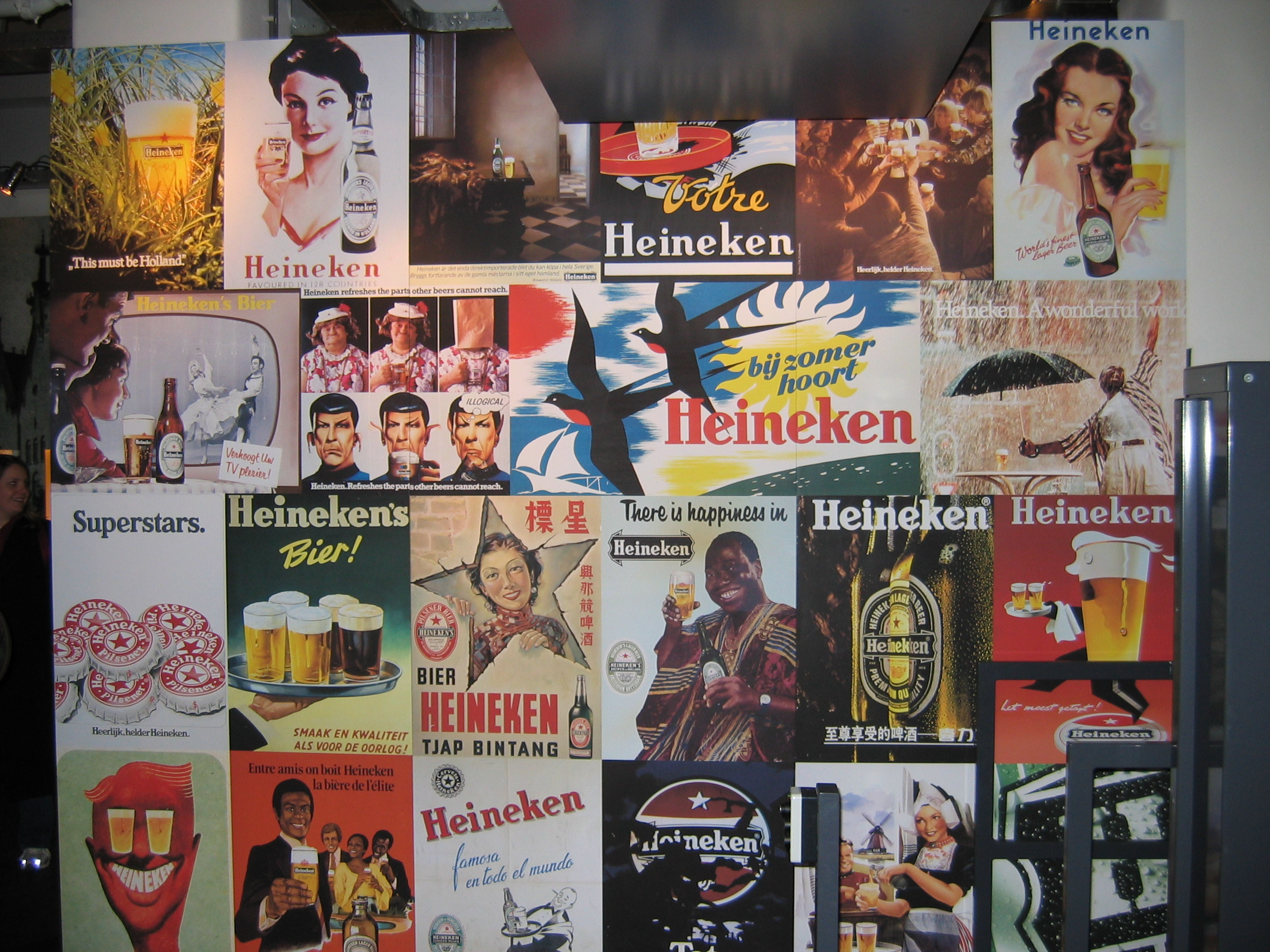
Różnojęzyczne reklamy Heinekena na przełomie lat

### Globalna ekspansja
Po I wojnie światowej, przedsiębiorstwo obrało za cel ciągłe zwiększanie eksportu. Trzy dni po zakończeniu prohibicji w Stanach Zjednoczonych, pierwsza dostawa Heinekena była pierwszą legalną dostawą piwa. Od tego czasu Heineken utrzymuje swoją pozycję jako jedno z najlepszych importowanych piw w Stanach Zjednoczonych.
Tymczasem w Holandii Heineken próbował zwiększyć koszty swoich akcji kupując konkurencyjne browary i zamykając je. Po II wojnie światowej, wiele małych browarów zostało wykupionych lub zamkniętych, co osłabiło piwowarską tradycję w Holandii.
Heineken nie poprzestał na Stanach Zjednoczonych, zakładając swoje browary w wielu państwach na całym świecie, m.in. w Polsce, we Włoszech, w Chinach, w Wietnamie, a nawet w Egipcie.

### Heineken Experience
Heineken w 1988 roku zamknął swój browar w Amsterdamie. Aktualnie w tymże budynku znajduje się muzeum Heineken Experience, ale nadal ma na sobie napis Heineken Brouwerij. Przedstawiona jest tam historia i niektóre techniki piwowarskie przedsiębiorstwa; znajdują się tam kadzie, butelki oraz plakaty reklamowe z różnych lat.

## Sponsoring
Heineken jest sponsorem piłkarskiej Ligi Mistrzów UEFA, tenisowego US Open, a także w rugby union Pucharu Świata oraz Pucharu Heinekena oraz Mistrzostw Świata Formuły 1.